# 若昂里斯本
若昂里斯本是巴西马拉尼昂州的一个市镇。总面积1126.517平方公里，总人口19671人，人口密度17.5人/平方公里。